# Akademie für Leseförderung
Die Akademie für Leseförderung Niedersachsen (ALF) wird vom Land Niedersachsen gemeinsam mit der Stiftung Lesen getragen und hat ihren Sitz an der Gottfried Wilhelm Leibniz Bibliothek (GWLB) in Hannover.
Die Akademie wurde 2004 gegründet und ist bestrebt, die Leseförderung in Niedersachsen zu stärken und weiterzuentwickeln. Ein wichtiger Schwerpunkt ist die Unterstützung von Lesenetzwerken, in denen Bibliotheken, Schulen und ehrenamtliche Initiativen wie Vorlesepaten und Leselernhelfer auf lokaler und regionaler Ebene zusammenarbeiten. Darüber hinaus werden Fortbildungsveranstaltungen für Lehrkräfte, Erzieher, Bibliotheksmitarbeiter sowie ehrenamtliche Leseförderer durchgeführt, und zwar sowohl in Hannover als auch landesweit in Niedersachsen. Schließlich verbreitet die Akademie Ideen zur Leseförderung durch einen monatlichen Newsletter, einen jährlich erscheinenden Lesekalender und Materialien, die sie auf ihrer Webseite zur Verfügung stellt.
Die Akademie wird mit Mitteln des Niedersächsischen Kultusministeriums und des Niedersächsischen Ministeriums für Wissenschaft und Kultur finanziert.